# Grimmauldov trg br. 12

Grimmauldov trg broj dvanaest u Londonu adresa je kuće u knjigama o Harryju Potteru. Ta kuća već naraštajima pripada Blackovima, drevnoj obitelji čistokrvnih čarobnjaka. Prvi put se pojavljuje u Harryju Potteru i Redu feniksa. Grimmauldov trg smješten je prilično blizu kolodvora King's Cross pošto su Harry, Hermione, Weasleyjevi i članovi Reda feniksa koji su ih pratili išli pješke od kuće do kolodvora na početku Harryjeve pete godine.
Ime "Grimmauldov trg" (eng. Grimmauld Place) vjerojatno je poteklo od riječi "grim old place", što bi u prijevodu na hrvatski značilo "odbojna stara kuća". Naziv bi mogao dolaziti i od riječi "mould" (hrv. plijesan) što se vjerojatno odnosi na ruševno i prljavo stanje kuće.

## Posljednji Black
Nakon smrti njegove posljednje gospodarice, Walburge Black, Grimmauldov trg broj 12 je naslijedio Sirius Black, crna ovca obitelji Black i njezin posljednji potomak. Kuća je za vrijeme Siriusova dvanaestogodišnjeg boravka u Azkabanu postala ruševna i zapuštena. Kad se Sirius vratio u stari obiteljski dom, zatekao je sumornu i odbojnu kuću punu prašine, vlage, truleži i raznih opasnih magičnih predmeta, zvijeri i kletvi. Baš kao što i Hermione kaže za nju: "dugo je bila prazna pa se u njoj svašta nakotilo".
U kući se nalaze razni predmeti: zidna tapiserija s obiteljskim stablom Blackovih, začarani portret Siriusove majke, koji ilustrira njezinu mržnju prema svim ljudima koji nisu čistokrvni, i koji vrišti kad ga netko uznemiri (a to je vrlo često). Također ima i portreta drugih Blackovih, ukljućujući i portret Siriusova pradjeda Phineasa Nigellusa, bivšeg ravnatelja Hogwartsa. U hodniku na katu su na zidove pričvršćene glave kućnih vilenjaka koji su služili Blackovima. Tu je živio i Kreacher, pokvareni kućni vilenjak koji je vrlo odan svim Blackovima, osim Siriusu, i kojemu je, kako kaže Ron, glavna ambicija da mu odsjeku glavu i stave je na zid. 

## Sjedište Reda feniksa
Grimmauldov trg broj 12 zaštićen je mnogim čarolijama kako bi kuća bila skrivena od bezjaka i svih nepoželjnih posjetitelja. Ova kuća dosta je velika te može ugostiti popriličan broj ljudi. Baš je zbog tih pogodnosti Grimmauldov trg broj 12 izabran za sjedište Reda feniksa, kad im ga je Sirius ponudio za korištenje. Na kuću je tad za dodatnu zaštitu i sigurnost stavljena čarolija Fidelius, s Albusom Dumbledoreom kao čuvarom tajne.
Dumbledore je koristio portret Phineasa Nigellusa koji se nalazi u kući za komunikaciju s Redom feniksa (još jedan Phineasov portret postoji u Hogwartsu, pa se Phineas može slobodno kretati između svojih portreta).

## Novi vlasnik
Harry je kuću naslijedio na početku Harryja Pottera i Princa miješane krvi, nakon smrti svog krsnog kuma Siriusa Blacka. Dumbledore je nakon Siriusove smrti privremeno preselio sjedište Reda feniksa, dok nije bio potpuno siguran da je Harry doista vlasnik Grimmauldova trga broj 12. Iako je Sirius sve što je posjedovao ostavio Harryju, postojala je mogućnost da je kuća začarana čarolijom ili urokom koja vlasništvo jamči samo čistokrvnom čarobnjaku. U slučaju da su postojale takve čarolije, kuća bi pripala Siriusovom najbližem živućem srodniku – Bellatrix Lestrange, koja je ujedno i njegova ubojica.
Dumbledore je testirao Harryjevo vlasništvo nad kućom, tako da je Harry dao kućnom vilenjaku Kreacheru neku zapovijed. Kao što je Dumbledore rekao, ako je kuća pripadala Harryju tada mu pripada i Kreacher, pa Kreacher mora slušati njegove zapovijedi. Kreacher je, unatoč svojoj mržnji prema Harryju, poslušao njegovu zapovijed, što je značilo da je Harry sada zakoniti vlasnik Grimmauldova trga broj 12.
Kako Harry nije želio tu kuću (jer ga je previše podsjećala na Siriusa), on ju je odmah dao Redu feniksa da je i dalje nastavi koristiti za sjedište.
Nakon Siriusove smrti, lopov i član Reda Mundungus Fletcher je ukrao neke stvari iz kuće Blackovih te ih namjeravao prodati. No u Hogsmeadeu je sreo Harryja, koji ga je, u svojem bijesu, pokušao uhvatiti, no Mundungus je uspio pobjeći dezaparatiravši se iz Hogsmeadea. Bojeći se Dumbledoreova gnjeva, Mundungus se skrivao sve dok nije naposljetku bio uhvaćen i poslan u Azkaban zbog oponašanja inferiusa.

## Arhitektura
Postoje razne rasprave o stvarnoj veličini i izgledu kuće. Prema njenom opisu, to bi mogla biti gradska kuća iz 19. stoljeća, što bi značilo da su Blackovi u njen posjed došli relativno nedavno. Druga mogućnost je da je kuća, i cijeli Grimmauldov trg, dio seoske zajednice koja se spojila s Londonom zbog njegovog širenja. U tom slučaju, vjerojatno je korištena magija kako bi se kuća bolje uklopila u svoje okruženje. Tada je moguće da je kuća u posjedu obitelji mnogo dulje, što svakako više odgovara stilu aristokratskih Blackovih.
Takve kuće su, čini se popularne među starim čarobnjačkim obiteljima – Malfoyevi tako imaju palaču u Wiltshireu, a Hepziba Smith, potomak Helge Hufflepuff, je također živjela u sličnoj kući.